# Oeladzimir Harachavik
Oeladzimir Harachavik (Wit-Russisch: Уладзімір Гарахавік) (Minsk, 21 januari 1995) is een Wit-Russisch wielrenner die in 2015 reed voor Minsk Cycling Club.

## Carrière
Harachavik begon het seizoen zonder contract, maar na winst in de Sotsji Cup en goede resultaten in de Ronde van Koeban en Majkop-Oeljap-Majkop kreeg hij alsnog een contract aangeboden bij het Wit-Russische Minsk Cycling Club.
In 2017 werd Harachavik, achter Kamil Zieliński, tweede in de laatste etappe van de Koers van de Olympische Solidariteit.

## Overwinningen
2014
Bergklassement Baltic Chain Tour
2015
Sotsji Cup

## Ploegen
- 2015 –  Minsk Cycling Club (vanaf 1-5)